# Phyllomys dasythrix
Phyllomys dasythrix är en däggdjursart som först beskrevs av Reinhold Friedrich Hensel 1872.  Phyllomys dasythrix ingår i släktet Phyllomys och familjen lansråttor. Inga underarter finns listade i Catalogue of Life.
Denna gnagare förekommer i södra Brasilien och kanske i angränsande områden av Uruguay. Den lever i skogar i låglandet med träd av brödgranssläktet. Individerna klättrar i växtligheten och bygger sina bon av blad i trädens håligheter. De är aktiva på natten och äter troligen blad. När de kommer ner till marken jagas de bland annat av rävar.